# Маросин, Пётр Ильич
Пётр Ильич Маросин (26 марта 1929 — 17 ноября 2017) — советский организатор угледобывающей промышленности, лауреат Государственной премии СССР (1975).

## Биография
Родился 26 марта 1929 г. в поселке Григорьевка (в черте г. Макеевки) Сталинского округа УССР.
С 1949 г. после окончания Сталинского (Донецкого) горного техникума работал на шахтах комбината «Донецкуголь» и треста «Красноармейскуголь».
В 1951 году направлен на учебу в Сталинский (Донецкий) индустриальный институт. После его окончания работал на шахтах треста «Селидовуголь». В 1962 году с должности начальника шахты назначен главным инженером треста, руководил строительством шахт «Россия», «Украина», «Селидовская-Южная», № 1-2 «Селидовская».
С ноября 1964 года первый управляющий трестом «Павлоградуголь» (действующие шахты «Першотравнева» и «Терновская», завершалось строительство шахты «Степная», предстояло строительство еще восьми шахт, центральной обогатительной фабрики, ремонтно-механического завода и других объектов).
С конца 1974 года заместитель, затем первый заместитель (по шахтному строительству) министра угольной промышленности Украинской ССР.
С 1989 года — директор института «Донгипрооргшахтострой» (Донецкий институт по проектированию организации шахтного строительства и предприятий строительной индустрии) Министерства угольной промышленности CCCP и организованного на его базе института «Диос», а затем заместитель председателя правления ОАО «Мехпром».
Умер 29 ноября 2017 года.

## Награды
Государственная премия СССР 1975 года (в составе коллектива) — за высокоэффективное промышленное освоение нового угольного месторождения Западного Донбасса с особо сложными горно-геологическими условиями.
Награждён орденом Ленина (1971).